# ام‌وی مورنینگ برد
ام‌وی مورنینگ برد (انگلیسی: MV Morning Bird) یک کشتی فرابر بود که با بیش از ۵۰ مسافر در ۲۹ ژوئن ۲۰۲۰ در رود بوری‌گانگا واقع در داکا، بنگلادش غرق شد و در پی این حادثه ۳۴ نفر کشته شدند. این حادثه در ساعت ۹:۳۰ صبح به وقت محلی در نزدیکی منطقهٔ شیام‌بازار و در پی برخورد این کشتی با با یک کشتی دیگر با نام مایور-۲ رخ داد. در زمان این حادثه، مورنینگ برد از مونشیگانج صدار عازم بند داکا در صدارقت بود.